# C Channel
C Channel株式会社（シーチャンネル）は、メディア事業、eコマース事業、インフルエンサーマーケティング事業を行う企業。代表取締役社長は元LINEの社長でもある森川亮。2015年4月1日創業。女性向けメディア「C CHANNEL（シーチャンネル）」「mama+（ママタス）」「mysta（マイスタ）」を運営。